# Associazione Calcio Novara 1946-1947
Questa voce raccoglie le informazioni riguardanti  l'Associazione Calcio Novara nelle competizioni ufficiali della stagione 1946-1947.

## Rosa
| N. |                   | Ruolo | Calciatore         |
| -- | ----------------- | ----- | ------------------ |
|    | Italia (bandiera) | A     | Aglioli            |
|    | Italia (bandiera) | A     | Lanfranco Alberico |
|    | Italia (bandiera) | C     | Ambrogio Baira     |
|    | Italia (bandiera) | A     | Emilio Barbero     |
|    | Italia (bandiera) | C     | Bruno Barbieri     |
|    | Italia (bandiera) | D     | Giovanni Benedetto |
|    | Italia (bandiera) | A     | C. Boieri          |
|    | Italia (bandiera) | D     | Livio Bussi        |
|    | Italia (bandiera) | C     | Giulio Castelli    |
|    | Italia (bandiera) | A     | C. Colombo         |
|    | Italia (bandiera) | P     | Enrico Costanzo    |

| N. |                   | Ruolo | Calciatore         |
| -- | ----------------- | ----- | ------------------ |
|    | Italia (bandiera) | D     | Aldo Falzotti      |
|    | Italia (bandiera) | D     | Edoardo Galimberti |
|    | Italia (bandiera) | A     | Oreste Guaraldo    |
|    | Italia (bandiera) | C     | Giuseppe Mainardi  |
|    | Italia (bandiera) | A     | Gaspare Parvis     |
|    | Italia (bandiera) | A     | Piero Pombia       |
|    | Italia (bandiera) | P     | Celestino Russova  |
|    | Italia (bandiera) | A     | Sissa              |
|    | Italia (bandiera) | A     | G. Trombello       |
|    | Italia (bandiera) | C     | Remo Versaldi      |